# Myrmecoptinus wallacei
Myrmecoptinus wallacei là một loài bọ cánh cứng trong họ Ptinidae. Loài này được Bellés miêu tả khoa học năm 1991.